# NGC 4433
NGC 4433 (другие обозначения — MCG -1-32-13, IRAS12250-0800, PGC 40894) — галактика в созвездии Дева.
Этот объект входит в число перечисленных в оригинальной редакции «Нового общего каталога».
В галактике вспыхнула сверхновая SN 2010bk типа IIP, её пиковая видимая звездная величина составила 17,6.